# Giacomo Vrioni
Giacomo Vrioni (San Severino Marche, 15 ottobre 1998) è un calciatore albanese con cittadinanza italiana, attaccante del CF Montréal.

## Biografia
Nato a San Severino Marche da genitori albanesi, è cresciuto a Matelica ed è in possesso della doppia cittadinanza.

## Caratteristiche tecniche
Attaccante completo, dotato di buon fisico e abile tecnicamente, bravo negli uno contro uno e negli assist, per le sue caratteristiche è stato paragonato a Manolo Gabbiadini.

## Carriera

### Club

#### Gli inizi
Cresciuto nel settore giovanile del Matelica, con cui debutta in Serie D, nel 2015 si trasferisce alla Sampdoria. Dopo essersi messo in mostra nelle giovanili blucerchiate, ricevendo anche delle convocazioni in prima squadra, per la stagione 2017-2018 passa in prestito alla Pistoiese con cui disputa un buon campionato di Serie C, concludendo la stagione con otto reti in 27 presenze.
In seguito la Sampdoria lo cede in Serie B, sempre a titolo temporaneo, dapprima al Venezia per la stagione 2018-2019, e poi al Cittadella per il secondo semestre del 2019.

#### Juventus e WSG Swarovski Tirol
Trovando poco spazio in Veneto, nel gennaio 2020 si trasferisce a titolo definitivo alla Juventus U23, la seconda squadra bianconera, con cui partecipa al successo nella Coppa Italia di Serie C; nella stessa stagione, il 1º agosto ha modo di esordire con la prima squadra della Juventus e contestualmente in Serie A, in occasione dell'ultima gara di campionato contro la Roma, circostanza che gli permette di fregiarsi da aggregato della vittoria dello Scudetto. Nel corso della stagione 2019-2020 stabilisce così un curioso primato, avendo giocato in tre categorie diverse, ovvero Serie A, B e C.
Nella stagione 2020-2021 colleziona anche una convocazione in Serie A, prima di fratturarsi il perone il 26 novembre 2020 e perdere così la stagione, salvo un paio di brevi apparizioni in partita segnando, nonostante ciò, un gol contro la Carrarese. Per la stagione 2021/22 perde lo status di U23 e quindi, forzatamente, deve trasferirsi, passando in prestito il 5 luglio 2021 al WSG Swarovski Tirol. Vrioni fece il suo debutto con gli austriaci il 17 luglio, nel primo turno di ÖFB-Cup, in a una vittoria per 3-0 contro il SV Leobondorf segnando anche il suo primo goal col club. A fine stagione, con 19 reti in 28 presenze, si laurea capocannoniere della Bundeslig austriaca.

#### New England Revolution
Il 5 luglio 2022 viene ceduto a titolo definitivo al N.E. Revolution in MLS.

### Nazionale

#### Nazionali giovanili
Dopo aver giocato con l'Under-18, e l'Under-19 italiana nel 2018 viene convocato con la nazionale Under-21 albanese, con cui esordisce nell’amichevole dell’11 settembre persa per 3-1 proprio contro l'Italia, segnando l’unica rete della sua squadra.

#### Nazionale Maggiore
Nel mese seguente, il 30 settembre 2018, riceve la sua prima convocazione dalla nazionale maggiore albanese per la partita valida per la Nations League. Il successivo 14 ottobre fa il suo debutto ufficiale con la maglia delle Aquile nella partita giocata a Be'er Sheva contro Israele, partita poi persa per 2-0, nella quale è subentrato negli ultimi minuti di gioco.

## Statistiche

### Presenze e reti nei club
Statistiche aggiornate al 18 aprile 2024.
| Stagione                      | Squadra                       | Campionato                    | Campionato | Campionato | Coppe nazionali | Coppe nazionali | Coppe nazionali | Coppe continentali | Coppe continentali | Coppe continentali | Altre coppe | Altre coppe | Altre coppe | Totale | Totale |
| Stagione                      | Squadra                       | Comp                          | Pres       | Reti       | Comp            | Pres            | Reti            | Comp               | Pres               | Reti               | Comp        | Pres        | Reti        | Pres   | Reti   |
| ----------------------------- | ----------------------------- | ----------------------------- | ---------- | ---------- | --------------- | --------------- | --------------- | ------------------ | ------------------ | ------------------ | ----------- | ----------- | ----------- | ------ | ------ |
| 2014-gen. 2015                | Matelica                      | D                             | 1          | 0          | CI+CI-D         | 0+1             | 0               | -                  | -                  | -                  | -           | -           | -           | 2      | 0      |
| 2017-2018                     | Pistoiese                     | C                             | 27         | 8          | CI+CI-C         | 0+1             | 0               | -                  | -                  | -                  | -           | -           | -           | 28     | 8      |
| 2018-2019                     | Venezia                       | B                             | 24         | 1          | CI              | 1               | 0               | -                  | -                  | -                  | -           | -           | -           | 25     | 1      |
| 2019-gen. 2020                | Cittadella                    | B                             | 4          | 0          | CI              | 1               | 0               | -                  | -                  | -                  | -           | -           | -           | 5      | 0      |
| gen.-ago. 2020                | Juventus                      | A                             | 1          | 0          | CI              | 0               | 0               | UCL                | -                  | -                  | -           | -           | -           | 1      | 0      |
| gen.-giu. 2020                | Juventus U23                  | C                             | 2+1        | 0+1        | CI-C            | -               | -               | -                  | -                  | -                  | -           | -           | -           | 3      | 1      |
| 2020-2021                     | Juventus U23                  | C                             | 6+2        | 2          | -               | -               | -               | -                  | -                  | -                  | -           | -           | -           | 8      | 2      |
| Totale Juventus U23           | Totale Juventus U23           | Totale Juventus U23           | 8+3        | 2+1        |                 | 0               | 0               |                    | -                  | -                  |             | -           | -           | 11     | 3      |
| 2020-2021                     | Juventus                      | A                             | 1          | 0          | CI              | -               | -               | UCL                | 0                  | 0                  | -           | -           | -           | 1      | 0      |
| Totale Juventus               | Totale Juventus               | Totale Juventus               | 2          | 0          |                 | 0               | 0               |                    | 0                  | 0                  |             | -           | -           | 2      | 0      |
| 2021-2022                     | WSG Swarovski Tirol           | BL                            | 25+3       | 17+2       | CA              | 2               | 2               | -                  | -                  | -                  | -           | -           | -           | 30     | 21     |
| 2022                          | N.E. Revolution               | MLS                           | 7          | 1          | USOC            | 0               | 0               | -                  | -                  | -                  | -           | -           | -           | 7      | 1      |
| 2023                          | N.E. Revolution               | MLS                           | 29+1       | 6          | USOC            | 1               | 0               | -                  | -                  | -                  | LC          | 4           | 3           | 35     | 9      |
| 2024                          | N.E. Revolution               | MLS                           | 6          | 1          | USOC            | 0               | 0               | CCL                | 5                  | 3                  | LC          | 0           | 0           | 11     | 4      |
| Totale new England Revolution | Totale new England Revolution | Totale new England Revolution | 42+1       | 8          |                 | 1               | 0               |                    | 5                  | 3                  |             | 4           | 3           | 53     | 14     |
| Totale carriera               | Totale carriera               | Totale carriera               | 133+7      | 36+3       |                 | 7               | 2               |                    | 5                  | 3                  |             | 4           | 3           | 156    | 47     |

### Cronologia presenze e reti in nazionale
| Cronologia completa delle presenze e delle reti in nazionale ― Albania | Cronologia completa delle presenze e delle reti in nazionale ― Albania | Cronologia completa delle presenze e delle reti in nazionale ― Albania | Cronologia completa delle presenze e delle reti in nazionale ― Albania | Cronologia completa delle presenze e delle reti in nazionale ― Albania | Cronologia completa delle presenze e delle reti in nazionale ― Albania | Cronologia completa delle presenze e delle reti in nazionale ― Albania | Cronologia completa delle presenze e delle reti in nazionale ― Albania |
| Data                                                                   | Città                                                                  | In casa                                                                | Risultato                                                              | Ospiti                                                                 | Competizione                                                           | Reti                                                                   | Note                                                                   |
| ---------------------------------------------------------------------- | ---------------------------------------------------------------------- | ---------------------------------------------------------------------- | ---------------------------------------------------------------------- | ---------------------------------------------------------------------- | ---------------------------------------------------------------------- | ---------------------------------------------------------------------- | ---------------------------------------------------------------------- |
| 14-10-2018                                                             | Be'er Sheva                                                            | Israele                                                                | 2 – 0                                                                  | Albania                                                                | UEFA Nations League 2018-2019 - 1º turno                               | -                                                                      | 73’                                                                    |
| 14-10-2020                                                             | Vilnius                                                                | Lituania                                                               | 0 – 0                                                                  | Albania                                                                | UEFA Nations League 2020-2021 - 1º turno                               | -                                                                      | 57’                                                                    |
| 29-3-2022                                                              | Tirana                                                                 | Albania                                                                | 0 – 0                                                                  | Georgia                                                                | Amichevole                                                             | -                                                                      | 65’                                                                    |
| 6-6-2022                                                               | Tirana                                                                 | Albania                                                                | 1 – 1                                                                  | Islanda                                                                | UEFA Nations League 2022-2023 - 1º turno                               | -                                                                      | 73’                                                                    |
| 10-6-2022                                                              | Reykjavík                                                              | Albania                                                                | 1 – 2                                                                  | Israele                                                                | UEFA Nations League 2022-2023 - 1º turno                               | -                                                                      | 84’                                                                    |
| 13-6-2022                                                              | Tirana                                                                 | Albania                                                                | 0 – 0                                                                  | Estonia                                                                | Amichevole                                                             | -                                                                      | 63’                                                                    |
| Totale                                                                 |                                                                        | Presenze (473º posto)                                                  | 6                                                                      |                                                                        | Reti                                                                   | 0                                                                      |                                                                        |

| Cronologia completa delle presenze e delle reti in nazionale ― Albania under 21 | Cronologia completa delle presenze e delle reti in nazionale ― Albania under 21 | Cronologia completa delle presenze e delle reti in nazionale ― Albania under 21 | Cronologia completa delle presenze e delle reti in nazionale ― Albania under 21 | Cronologia completa delle presenze e delle reti in nazionale ― Albania under 21 | Cronologia completa delle presenze e delle reti in nazionale ― Albania under 21 | Cronologia completa delle presenze e delle reti in nazionale ― Albania under 21 | Cronologia completa delle presenze e delle reti in nazionale ― Albania under 21 |
| Data                                                                            | Città                                                                           | In casa                                                                         | Risultato                                                                       | Ospiti                                                                          | Competizione                                                                    | Reti                                                                            | Note                                                                            |
| ------------------------------------------------------------------------------- | ------------------------------------------------------------------------------- | ------------------------------------------------------------------------------- | ------------------------------------------------------------------------------- | ------------------------------------------------------------------------------- | ------------------------------------------------------------------------------- | ------------------------------------------------------------------------------- | ------------------------------------------------------------------------------- |
| 11-9-2018                                                                       | Cagliari                                                                        | Italia under 21                                                                 | 3 – 1                                                                           | Albania under 21                                                                | Amichevole                                                                      | 1                                                                               |                                                                                 |
| 11-10-2018                                                                      | Tirana                                                                          | Albania under 21                                                                | 0 – 1                                                                           | Spagna under 21                                                                 | Qual. Europeo Under-21 2019                                                     | -                                                                               |                                                                                 |
| 23-3-2019                                                                       | Elbasan                                                                         | Albania under 21                                                                | 1 – 2                                                                           | Turchia under 21                                                                | Qual. Europeo Under-21 2021                                                     | -                                                                               |                                                                                 |
| 26-3-2019                                                                       | Andorra la Vella                                                                | Andorra under 21                                                                | 2 – 2                                                                           | Albania under 21                                                                | Qual. Europeo Under-21 2021                                                     | -                                                                               | 63’                                                                             |
| 5-9-2019                                                                        | Amiens                                                                          | Francia under 21                                                                | 4 – 0                                                                           | Albania under 21                                                                | Amichevole                                                                      | -                                                                               | 46’                                                                             |
| 9-9-2019                                                                        | Elbasan                                                                         | Albania under 21                                                                | 0 – 4                                                                           | Austria under 21                                                                | Qual. Europeo Under-21 2021                                                     | -                                                                               | 62’                                                                             |
| 4-9-2020                                                                        | Ried im Innkreis                                                                | Austria under 21                                                                | 1 – 5                                                                           | Albania under 21                                                                | Qual. Europeo Under-21 2021                                                     | -                                                                               | 54’                                                                             |
| 8-9-2020                                                                        | Elbasan                                                                         | Albania under 21                                                                | 3 – 1                                                                           | Andorra under 21                                                                | Qual. Europeo Under-21 2021                                                     | 1                                                                               | 55’                                                                             |
| Totale                                                                          |                                                                                 | Presenze                                                                        | 8                                                                               |                                                                                 | Reti                                                                            | 2                                                                               |                                                                                 |

## Palmarès

### Club
- Campionato italiano: 1

Juventus: 2019-2020
- Coppa Italia Serie C: 1

Juventus U23: 2019-2020

### Individuale
- Capocannoniere del Campionato austriaco: 1

2021-2022: (19 gol a pari merito con Karim Adeyemi)